# Иконийская митрополия
Икони́йская митропо́лия (греч. Ιερά Μητρόπολη Ικονίου) — титулярная епархия Константинопольской православной церкви. Существовала с 325 по 1922 годи с центром в городе Иконио (ныне Конья, Турция).

## История
Иконио был основан фригийцами. Первоначально Иконийская епископия была подчинена Антиохии Писидийской, а в 372 году стала митрополией.
В VII веке имела в подчинении 15 епископий, но после селджукского завоевания региона около 1075 года, их число постепенно уменьшается и в ΧΙΙΙ веке не осталось ни одной. 15 сентября 1655 году митрополия была упразднена и её территория была присоединена к Писидийской. Вскоре после этого, вероятно, в сентябре 1661 года, она была восстановлена.
Митрополия граничит с Анкарской на севере, Кесарийской и Аданской (Антиохийская патриархия) востоке, Аданской на юге и Писидийской и Филадельфийской на западе. Наиболее важными городами, входившими в состав митрополии, были: Нигде, Архелаида (Аксарай), Карвали (Гюзелюрт), Парнас (Шерефликочхисар), Тиана (Кемерхисар), Ворисос (Бор), Ираклия (Ерегли), Иди (Карапынар), Ларанда (Караман), Далисандос (Сейдишехир), Коралия (Бейшехир), Тириео (Ылгын), Филомилио (Акшехир).
После поражения греков в греко-турецкой войне и обмена населением между Грецией и Турцией в 1922 году, на территории на епархии не осталось православного населения.

## Епископы
- Рафаил (июль 1780 — сентябрь 1803)
- Кирилл I (септябрь 1803 — декабрь 1810)
- Неофит I (декабрь 1810—1825)
- Анфим III (Тамвакис) (октябрь 1825 — сентябрь 1835)
- Самуил (сентябрь 1835 — 8 январь 1840)
- Иоаким II (январь 1840 — июнь 1846)
- Мелетий II (июнь 1846—1849)
- Неофит II (май 1849 — январь 1865)
- Софроний (Христидис) (11 января 1865 — 1 мая 1873)
- Агафангел (1 мая 1873 — 17 июля 1885)
- Дорофей (Христидис) (26 августа 1885 — 22 июля 1887)
- Амвросий (Христидис) (22 июля 1887 — 20 марта 1889)
- Афанасий (Илиадис) (23 марта 1889 — 10 июня 1911)
- Прокопий (Лазаридис) (16 июня 1911 — 12 марта 1923)
- Иаков (Стефанидис) (7 июля 1950 — 16 апреля 1965)
- Феолипт (Фенерлис) (с 10 сентября 2000)